# ソ蒙友好協力相互援助条約
ソ蒙友好協力相互援助条約（ソもうゆうこうきょうりょくそうごえんじょじょうやく）は、1966年2月にソビエト連邦とモンゴル人民共和国との間で締結された条約。同国の首都であるウランバートルにおいて、ソ連のレオニード・ブレジネフ党第一書記とモンゴルのユムジャーギィン・ツェデンバル閣僚会議議長によって署名された。

## 条約締結までの経緯
1921年3月に人民党による社会主義政権が成立したモンゴルは、建国当初からソビエト連邦の強い影響下にあった。1924年8月に人民革命党へ改称され、その後はソビエト連邦との間で友好条約を締結した。これは独立までモンゴル（外モンゴル）を領有してきた中華民国の侵攻に備える意味を持っていた。それは同年11月のモンゴル人民共和国成立後も変わらず、1936年3月にソ連のヨシフ・スターリン書記長とモンゴルのホルローギーン・チョイバルサン閣僚会議議長がソ蒙相互援助議定書を締結し、赤軍の国内への駐留を認めた。1939年5月のノモンハン事件（ハルハ川戦争）・1945年8月のソ連対日宣戦布告ではモンゴル軍が赤軍の指揮下に入って日本軍と戦闘を行った。
1945年8月に第二次世界大戦での日本の敗北と、同月の中華民国によるモンゴルの独立承認（台湾逃亡後に取り消した。）・国共内戦による1949年10月の中華人民共和国の成立で、モンゴル周辺の不安定要因は消滅したかに見えた。モンゴル国内では1952年1月のチョイバルサンの死後もツェデンバルによる独裁が続いた。
1956年2月のニキータ・フルシチョフ党第一書記によるスターリン批判の後、中ソ両国の間にはイデオロギーをめぐる対立が燻りはじめ、1960年4月に入ると公然化して激しさを増した。その中でツェデンバルは党内の統制を強化し、ソビエト連邦支持の姿勢を鮮明にした。一方のソ連にとっても、モンゴルを自らの陣営に繋ぎ止める事は軍事的にも極めて重要であった。

## その後の影響
この条約により、中ソ対立でモンゴルはソ連側に付く事が決定的となった。ソビエト連邦軍はモンゴル国内に展開し、中国の首都の北京を中距離ミサイルで容易に狙える位置に前線基地を確保した。一方で中国とモンゴルの関係は悪化し、モンゴルと中国の内モンゴル自治区などとの人的・文化交流は厳しく制限された。
1989年5月のミハイル・ゴルバチョフ書記長の中国訪問によって中ソ対立が終息すると、この条約の軍事的意味は薄れた。さらに1991年12月のソビエト連邦の崩壊によって成立したロシア連邦はモンゴル国内に展開している軍隊を撤退させ、モンゴルも民主化によって人民革命党の一党独裁を放棄した上で、1992年2月に国名をモンゴル国へ改称した。

## 条約の改訂
1993年1月にこの条約は改定され、軍事的義務を解消してロシアがモンゴルの中立・非核主義を尊重する内容に改定された。